# Anaxândrides II
Anaxândrides II, (ca. 570 a.C. — 520 a.C.) foi rei da cidade-Estado grega de Esparta de 560 a.C. até 520 a.C. ano da sua morte, pertenceu à Dinastia Ágida.
Anaxândridres foi o único espartano bígamo. Por ser sua mulher, que era filha de sua irmã, estéril, os éforos exigiram que ele se separasse dela e arrumasse outra mulher, mas ele se recusou, aceitando ter uma segunda mulher, filha de Primetades, filho de Demarmenos. Desta segunda união nasceu Cleômenes I, e, depois disso, a primeira mulher teve os filhos Dorieu, Leônidas I e Cleômbroto (regente). Leônidas e Cleômbroto, possivelmente, eram gêmeos.
Durante o seu reinado e de Ariston  Esparta venceu a guerra contra Tégea; isto aconteceu durante o reinado de Creso. Segundo um oráculo, os lacedemônios só venceriam a guerra se trouxessem, para Esparta, os ossos de Orestes; um espartano de nome Licas, um cavaleiro aposentado, que estava em Tégea durante uma trégua encontrou-os na casa de um ferreiro, de acordo com a descrição dada pelo oráculo de Delfos.